# چنگل‌کایی (آماسیه)
چنگل‌کایی (به ترکی استانبولی: Çengelkayı) یک منطقهٔ مسکونی در ترکیه است که در آماسیه واقع شده‌است.